# All Work & No Play
All Work & No Play é a primeira demo da banda Relient K, lançada em 1998.
Sete das onze faixas deste álbum, foram regravadas para o primeiro e segundo álbum de estúdio da banda. Faixas como "Cojack", "Register", "Be Rad", e "William" não foram regravadas, ficando apenas disponíveis neste disco.
| Críticas profissionais                                                      | Críticas profissionais |
| Avaliações da crítica                                                       | Avaliações da crítica  |
| Fonte                                                                       | Avaliação              |
| --------------------------------------------------------------------------- | ---------------------- |
| Jesus Freak Hideout                                                         | [ 2 ]                  |
| Esta tabela precisa de ser acompanhada por texto em prosa. Consulte o guia. |                        |

## Faixas
Todas as faixas por Matt Thiessen.
1. "K Car" (reeditado em Relient K) - 2:36
2. "I'm Lion-O" (reeditado em The Anatomy of the Tongue in Cheek) - 3:43
3. "Staples" (reeditado em Relient K) - 3:00
4. "Marilyn Manson Ate My Girlfriend" (reeditado em Relient K como "My Girlfriend") - 3:01
5. "Cojack" - 2:44
6. "My Good Friend Charles" (reeditado em Relient K como "Charles in Charge") - 2:44
7. "Register" - 1:41
8. "Be Rad" - 2:41
9. "C.U.R.B." (reeditado em The Anatomy of the Tongue in Cheek como "For the Moments I Feel Faint") - 3:16
10. "William" - 2:01
11. "Softer to Me" (reeditado em Relient K) - 2:03

## Créditos
- Matt Thiessen — Vocal, guitarra
- Matt Hoopes — Guitarra, vocal de apoio
- Brian Pittman — Baixo
- Todd Frascone — Bateria